# Мино Богданов
Вижте пояснителната страница за други личности с името Богданов.
Мино Богданов с псевдоним Ларго (на македонска литературна норма: Мино Богданов) е югославски партизанин и деец на Комунистическата съпротива във Вардарска Македония.

## Биография
Роден е в град Велес през 1913 година. От 1932 година е член на ЮКП, а впоследствие става член на Местните комитети на ЮКП във Велес и Скопие. Арестуван е два пъти и интерниран в лагера Билека. През 1943 година става политически комисар на Кичевско-мавровският народоосвободителен партизански отряд, както и политически комисар на Първа оперативна зона на НОВ и ПОМ. Също така е интендант на Главния щаб на НОВ и ПОМ. Делегат е на Първото заседание на АСНОМ. По-късно става републикански пратеник в Народното събрание. След приемането на Резолюцията на Информбюро за ЮКП през юни 1948 година, е арестуван и интерниран в Голи Оток.